# Time and Tide (magazine)
Pour les articles homonymes, voir Time and Tide.
Time and Tide est un magazine politique et littéraire britannique hebdomadaire (et plus tard mensuel) fondé par Margaret Haig Thomas, en 1920. Il a commencé comme partisan des causes de gauche et féministes et organe du Six Point Group (en), également fondé par Haig Thomas, en 1921.
Helen Archdale est la première rédactrice en chef de 1922 à 1926, puis Margaret Haig Thomas la remplace en 1926 et conserve cette fonction jusqu'à sa mort en 1958. Le magazine passe ensuite sous le contrôle de Timothy Beaumont et de l'éditeur John Thompson en mars 1960. Sous leur direction, il devient un magazine d'information politique influencé par des valeurs chrétiennes dans les années 1960. En juin 1962, le magazine passe sous le contrôle de Brittain Publishing Company. Il devient mensuel en 1970 et cesse de paraître en 1979.
Le titre Time and Tide est racheté par Sidgwick & Jackson, et devient trimestriel de 1984 à 1986, avec Alexander Chancellor comme rédacteur en chef,. Puis il cesse définitivement de paraître en 1986.